# Elena Lyons
Pour les articles homonymes, voir Lyons.
Elena Lyons est une actrice américaine, née le 27 juin 1973 à Madrid. Elle est la femme de Grant Cardone (de), auteur américain, conférencier et investisseur immobilier. Ils ont deux filles (Scarlett et Sabrina Cardone) et vivent à Miami.

## Filmographie
- 1997 : USA High (série TV) : Lauren Fontaine
- 2000 : Face the Music : Claire
- 2001 : Sunstorm : Kelly Parker
- 2001 : Délivre-nous du mal (Devil's Prey) : Fawn
- 2001 : Room 302 : Woman from Elevator
- 2002 : Mid-Century : Mistress Eva
- 2002 : Parents à tout prix, épisode 3.3 : Nicole
- 2003 : NCIS : Enquêtes spéciales, épisode 1.3 : Réactions en chaîne
- 2004 : Club Dread : Stacy
- 2004 : Six: The Mark Unleashed : Rahab
- 2005 : Dirty Love : Cindy